# Ма Фэн
Ма Фэн (кит. упр. 马烽, настоящее имя Ма Шумин, 马书铭; 18 июня 1922, Сяои, пров. Шаньси — 31 января 2004) — китайский писатель. Родился в семье бедняка. С 15 лет принимал участие в революционном движении. Был корреспондентом газеты «Цзинь суй дачжун бао», главным редактором издательства «Цзинь-суй чубаньшэ». Совместно с Си Жуном написал роман «Люйлян инсюн чжуань» («Повествование о героях Люйляна», 1945—1946, в рус. пер. «В горах Люй-ляна», 1951), в котором сделана одна из первых попыток рассказать о событиях антияпонской войны в форме традиционного романа. После победы революции 1949 Ма Фэн выступил с рассказами о переменах в жизни крестьян и рабочих, о бойцах НОАК («Хань Мэй-мэй», 1954; «Цзехунь» — «Женитьба», 1951; в рус. пер.
«Бракосочетание», 1955).

## Переводы на русский
- Ма Фэн, Си Жун. В горах Люйляна / Пер. с кит. А. Рогачева, В. Сперанского; Под ред Вс. Розанова. М., 1951;
- Ма Фэн. Бракосочетание: Рассказы / Пер. А. Гатова. М., 1955;
- Ма Фэн. Человек, которого нельзя забыть. М., 1960;
- Ма Фэн. Свадебный митинг // Современная новелла Китая. М., 1988, с. 273—285.